# My Lucky Day (DoReDos)
My Lucky Day è un singolo del gruppo musicale moldavo DoReDos, pubblicato il 13 febbraio 2018 su etichetta discografica BIS Music.

## Descrizione
Scritto da Philipp Kirkorov e John Ballard, il brano è stato selezionato per il O Melodie Pentru Europa 2018, processo di selezione nazionale per l'Eurovision Song Contest. Nella serata finale del programma, il gruppo è stato proclamato vincitore del programma, avendo ottenuto il massimo dei punteggi da parte della giuria e del pubblico. Questo gli concesso il diritto di rappresentare la Moldavia all'Eurovision Song Contest 2018, a Lisbona, in Portogallo.
Il brano gareggerà nella seconda semifinale del 10 maggio 2018, competendo con altri 17 artisti per uno dei dieci posti nella finale del 12 maggio.

## Tracce
Download digitale
1. My Lucky Day – 3:00
2. Мой счастливый день (Russian Version) – 3:00

Download digitale – Remixes
1. My Lucky Day (Katya Guseva Remix) – 3:44